# Albanische Davis-Cup-Mannschaft
Die albanische Davis-Cup-Mannschaft ist die Tennisnationalmannschaft Albaniens.

## Geschichte
2010 nahm Albanien erstmals am Davis Cup teil und spielt seitdem in der Europa-Gruppenzone III. Im Davis Cup 2013, der im Mai 2013 in San Marino ausgetragen wurde, konnte die Mannschaft erstmals eine Begegnung gewinnen: Gegen Aserbaidschan wurden alle drei Partien gewonnen. Die folgenden drei Begegnungen gingen aber wie die elf Begegnungen von 2010 bis 2012 verloren.
Ferat Istrefi war der erste Spieler, dem bei einem einzelnen Match ein Sieg gelang, als er sein Einzel gegen San Marino im Davis Cup 2011 gewann.
Aktueller Rekordspieler ist Flavio Dece, der in allen fünfzehn Begegnungen zum Einsatz kam.